# مسعود حسن
مسعود حسن (انگلیسی: Masoud Hassan؛ زادهٔ ۲۰ ژوئیهٔ ۱۹۸۷) بازیکن فوتبال اهل امارات متحده عربی است.